# Lokomotiva 700
Lokomotiva řady 700 (do roku 1988 řada T 211.0) je dvounápravová motorová lokomotiva s mechanickým přenosem výkonu. Byla určena pro posun v depech, staniční posun a pro vlečkový provoz.
V depech byly tyto malé lokomotivy využívány pro posun a přetahy lokomotiv při opravách (kdy se opravované stroje nemohly pohybovat vlastní silou) a všude tam, kde bylo třeba přemístit elektrické lokomotivy závislé trakce na kolejích bez trolejového vedení (v rotundách, na točnách, na přesuvnách a v opravárenských halách. Prostory byly omezené, a proto často hrála důležitou roli malá celková délka / délka přes nárazníky).
Stroje vyráběla lokomotivka ČKD v letech 1957 až 1962. Pro Československé státní dráhy a různé československé průmyslové podniky vyrobeno celkem 627 kusů těchto strojů. Dalších 208 kusů stejného typu bylo exportováno do Sovětského svazu, NDR, Číny, Rumunska, Albánie a Bulharska.

## Technika

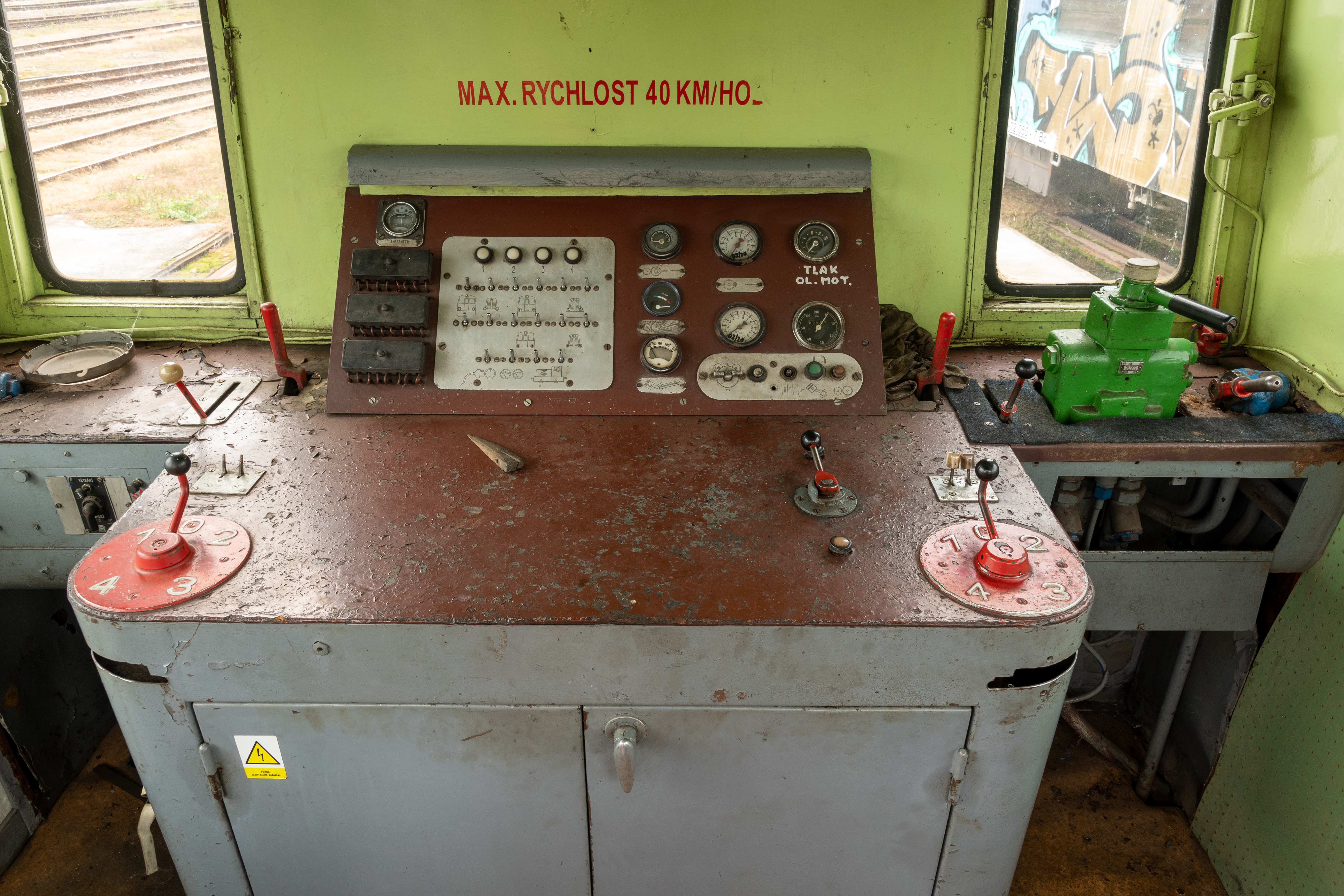
Stanoviště strojvedouvího

### Spalovací motor
Hnacím agregátem je spalovací motor s přímým vstřikem paliva do válce - typ Tatra 111A ve spojení se čtyřstupňovou mechanickou převodovkou. Jedná se o vznětový čtyřdobý nepřeplňovaný rychloběžný dvanáctiválec s válci uspořádanými do "V" , chlazený vzduchem. Má výkon 121 kW a zdvihový objem 14,825 l. Vrtání válců je 110 mm, zdvih pístu 130 mm. Každý válec má jeden sací a jeden výfukový ventil, vstřikovací trysku a píst je vybaven pěti pístními kroužky. Motor má tři vačkové hřídele. Jeden pohání sací ventily a zbývající dva pohání výfukové ventily. Volnoběžné otáčky jsou nastaveny na 720 ot./min, jmenovité (maximální) otáčky pak na 1600 ot./min.

### Převodovka
Mechanická čtyřstupňová převodovka ČKD M 150-4 (Mylius) slouží k přenosu hnací síly spalovacího motoru na dvě poháněná dvojkolí lokomotivy. Ozubená kola v převodovce jsou v trvalém záběru (ozubená kola do sebe trvale zapadají), řazení zvolených převodových stupňů probíhá prostřednictvím zubové spojky.
Převodovka je robustní, spolehlivá a její obsluha v provozu je poměrně jednoduchá. Ovládání je řešeno pomocí stlačeného vzduchu. Strojvedoucí používá při řízení tři prvky : 1. zvolí směr jízdy (vpřed - vzad, nastaví pákou) 2. předvolí převodový stupeň ( 0 - 1 - 2 - 3 - 4, nastaví pákou) 3. pákou spojkového ventilu ovládá stlačeným vzduchem třecí lamelovou spojku. Když se třecí spojka rozpojí, probíhá synchronizace předvoleného převodového stupně. Následuje pozvolné spínání třecí spojky a na jeho začátku je převodový stupeň zařazen. Přitom musí strojvedoucí udržovat vhodné otáčky motoru (pákou). (Vše probíhá velmi podobně, jako při jízdě auta s klasickou převodovkou ovládanou manuálně, s tím rozdílem, že otáčky motoru a spojku ovládá strojvedoucí ručně, kdežto řidič v autě - pedály, nohou).

## Historické lokomotivy
- 700.052 (Výtopna Zlíchov)
- 700.066 (Výtopna Jaroměř)

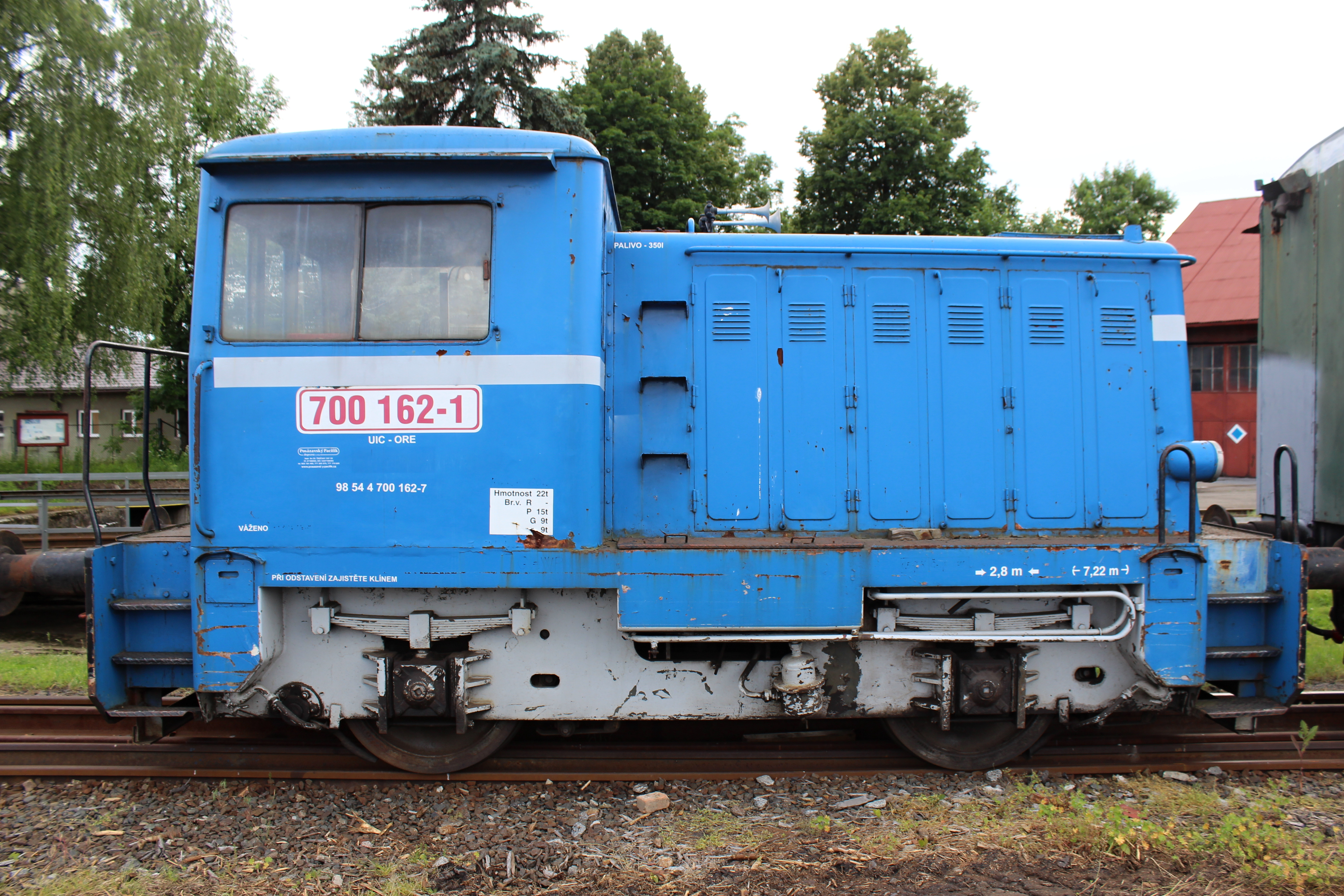
Lokomotiva 700.162 na nádraží Benešov u točny. Součást sbírky Posázavský pacifik, o. s.

- 700.101 (České dráhy, zapůjčena Plzeňské dráze)
- 700.128 (Výtopna Zdice)
- 700.162 (Posázavský pacifik)
- 700.426 (Klub historie kolejové dopravy Praha, železniční muzeum Kněževes)
- 700.512 (Lokálka Group)
- 700.533 (KŽC Doprava)
- 700.05347 (Výtopna Zlíchov)
- 700.551 (Vojenské technické muzeum Lešany)
- 700.569 (Petr Nepil, depo Slaný)
- 700.586 (Klub historie kolejové dopravy Praha, železniční muzeum Kněževes)
- 700.618 (Kolej-klub, depo Turnov)
- 700.689 (Hrbatá Máňa)
- 700.741 (Výtopna Zlíchov)
- 700.823 (Múzejno - dokumentačné centrum)
- 700.838 (soukromý sběratel, zapůjčena Výtopně Jaroměř)
- 700.851 (Slezský železniční spolek)[1]
- 700.930 (Výtopna Zlíchov)
- 700.952 (Výtopna Zlíchov)